# Trollius sibiricus
Trollius sibiricus là một loài thực vật có hoa trong họ Mao lương. Loài này được Schipcz. miêu tả khoa học đầu tiên.